# Bojčo Brănzov
Bojčo Brănzov (in bulgaro Бойчо Брънзов?; Burgas, 28 maggio 1946 – 2 giugno 2003) è stato un cestista bulgaro.
Era il padre di Albena e Gergana Brănzova.

## Carriera
Con la Bulgaria ha disputato i Giochi olimpici di Città del Messico 1968 e quattro edizioni dei Campionati europei (1967, 1969, 1973, 1975).